# 米脂县
米脂县是中国陕西省榆林市下辖的一个县。古名银州，县城位于无定河东岸。黄土高原地貌。区域总面积为1212平方公里，常住人口约15万人。县人民政府驻银州街道。

## 民俗
民諺稱「米脂的婆姨，綏德的漢」，其地故出美女也。

## 歷史
保定三年（563年），北周始置，初名銀州。
大業三年（606年），隋朝廢止州制，置雕陰郡。
貞觀二年（628年），唐朝廢止雕陰郡，復置銀州，增設銀川郡以管轄此地。
五代十國時，由定難軍管轄銀州。
宋代時，銀州受到西夏所統治，米脂地區被設置為畢家寨，後來改稱米脂寨。
元豐四年（1081年），宋軍奪回銀州的支配權，設置米脂城。
正大三年（1226年），自金朝起，設置米脂縣。
崇禎十六年（1643年），明末，在西安起義的李自成成立大順政權，置天保縣，改為延安府所屬直到清末，清初回復名稱米脂縣。
清末，此地由綏德州所管轄。
中華民國成立後，1913年，米脂縣境由榆林道第一督察區所管轄。
七七事變後的八年抗戰期間，受到中國共產黨的實質支配。
1937年7月，置陝甘寧邊区綏德專区所管轄。
中華人民共和国成立後的1956年9月，移置榆林專区所管轄。
1958年12月，與葭縣進行統整合併。
1961年9月，分割成現在的行政区画。
1979年，榆林專区改称榆林地区。
1999年12月5日，廢止榆林地区，新置地級榆林市，管轄到現在。

### 砍人事件
2018年4月27日，米脂县第三中学发生大规模恶性砍杀事件。当日18时10分许，米脂县第三中学学生在放学途中遭遇袭击，19名学生（14女5男）受伤，其中9人（7女2男）死亡，4人重傷，7人輕傷，1人輕微傷。犯罪嫌疑人赵泽伟當天被警方拘捕，7月10日被判处死刑，7月24日终审裁定，9月27日被执行死刑。

## 行政区划
米脂县下辖1个街道办事处、8个镇：
银州街道、桃镇、龙镇、杨家沟镇、杜家石沟镇、沙家店镇、印斗镇、郭兴庄镇和城郊镇。

## 交通
- 神延铁路， 210国道南北方向沿无定河岸穿过县境。
- 子米公路、佳米公路。
- 在建榆绥高速公路沿无定河穿过县境。

## 人口
根据第七次人口普查数据，截至2020年11月1日零时，米脂县常住人口为141324人。

## 名人
- 李自成，明末农民起义领袖。在县城北部建有行宫。
- 李鼎铭
- 杜聿明，中國抗日將領，曾任國民革命軍陸軍中將。
- 杜焕卿
- 杜修賢，中國著名攝影師，記者。
- 杜斌丞，民盟盟员
- 杜嵐，已故澳門濠江中學名譽校長。
- 高岗，中共领导人
- 高傑，明代軍事將領。
- 马明方
- 刘澜涛
- 郭洪涛
- 马健翎

## 矿藏
- 岩盐